# Downhill House

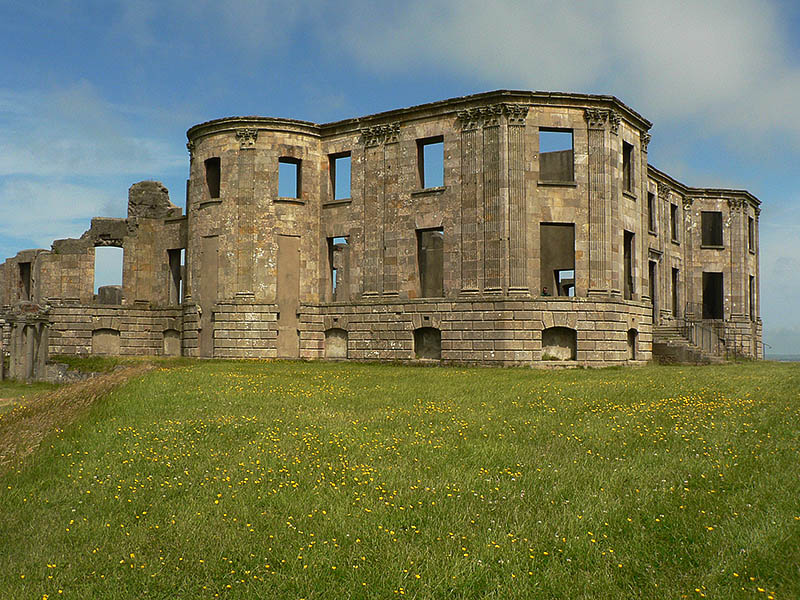
Downhill House

Downhill House war ein Herrenhaus, das im 18. Jahrhundert für Frederick Hervey, den 4. Earl of Bristol, in Downhill bei Castlerock im County Londonderry (Nordirland) erbaut wurde. Ein großer Teil des Gebäudes wurde 1851 durch Feuer zerstört, aber in den 1870er Jahren wieder aufgebaut. Nach dem Zweiten Weltkrieg verfiel das Gebäude.
Downhill House gehört heute als Teil von Downhill Demesne and Mussenden Temple dem National Trust.

## Geschichte
Nachdem er 1768 anglikanischer Bischof von Derry geworden war, gab Frederick Hervey Anfang der 1770er Jahre die Arbeiten auf seinem Besitz Downhill Demesne in der Nähe des Dorfes Castlerock an der Nordküste Irlands in Auftrag. Downhill House wurde von dem Architekten Michael Shanahan erbaut, möglicherweise waren James Wyatt oder Charles Cameron an der frühen Phase des Entwurfs beteiligt. Der Bau des Hauses und des benachbarten Mussenden-Tempels kostete etwa 80.000 £. Ursprünglicher Haupteingang zu dem Besitz war das Lion's Gate, das eigentlich von zwei Schneeleoparden, den Schildhaltern im Wappen der Herveys, bewacht wurde. Im Jahre 1784 wurde dieser Eingang durch das Bishop's Gate ersetzt. Das Innere des Hauses enthielt Fresken, Statuen und Gemälde von mehreren berühmten Künstlern.
Nach Herveys Tod im Jahre 1803 fiel der Besitz an seinen Vetter, Reverend Henry Bruce, der diesen auch schon früher während der Abwesenheit Herveys verwaltet hatte. Henry Bruces Schwester war Frideswide Mussenden, für die der Mussenden Temple gebaut worden war und der nach ihrem Tod zu ihrem Denkmal wurde.
Downhill blieb von den schweren Zerstörungen verschont, die der heftige Orkan in der Nacht vom 6. auf den 7. Januar 1839 in Irland anrichtete, aber 1851 zerstörte ein Brand einen beträchtlichen Teil des Hauses, darunter die Bibliothek. Frederick Hervey hatte eine große Sammlung von Kunstwerken zusammengetragen, die in Downhill und einem anderen Haus, das er in Ballyscullion gebaut hatte, aufbewahrt wurden. Das Feuer zerstörte Werke großer Künstler, darunter Correggio, Dürer, Murillo, Rubens und Tintoretto, obwohl es Berichte gibt, nach denen die meisten Bilder gerettet wurden.
Der Wiederaufbau des Hauses dauerte von 1870 bis 1874 und erfolgte unter der Leitung von John Lanyon, der überwiegend nach den Originalplänen arbeitete, aber auch einige Änderungen an der Raumeinteilung und der Ausstattung vornahm.
Während des Zweiten Weltkriegs waren Angehörige der RAF in dem Haus untergebracht. Die Familie Bruce besaß das Haus bis 1946; in den folgenden Jahren wurde es bis auf einen Teil der Mauern abgerissen und das Gelände verkauft. Der National Trust erwarb es 1980, nachdem er den Mussenden Temple bereits in den 1940er Jahren erworben hatte.
Die Meinung der Zeitgenossen war geteilt. Einerseits wurden die Lage und der Entwurf des Gebäudes als „spektakuläres“ Beispiel für die ästhetische Idee des Erhabenen bezeichnet. Andererseits schrieb ein Besucher 1801 über den Standort:

“It is impossible not to regret the misapplication of so much treasure upon a spot where no suitable Desmesne can be created...where the salt spray begins to corrode this sumptuous pile of Grecian Architecture, and the imagination anticipating the distant period weeps over the splendid Ruin, a sad monument of human folly.”

„Es ist unmöglich, nicht die fehlgeleitete Verwendung eines so großen Vermögens an einen Platz zu bedauern, wo kein angemessenes Landgut geschaffen werden kann ... wo die salzhaltige Luft beginnt, diese kostspielige Masse griechischer Architektur zu zersetzen. Und die Vorstellung, welche die Zukunft vorwegnimmt, weint über die großartige Ruine, ein trauriges Monument menschlicher Torheit.“

und ein anderer, Edward Wakefield, sagte 1812, er habe „niemals ein so schlechtes Haus auf einem so großen Grundstück gesehen.“
Zum Grundbesitz gehören auch ein Taubenhaus, ummauerte Gärten, ein Belvedere für Herveys Tochter und ein Mausoleum für seinen Bruder George Hervey, Lord Lieutenant of Ireland. Im Public Record Office of Northern Ireland gibt es mehr als 1000 Dokumente, die sich auf die Familie Hervey-Bruce beziehen und von der Mitte des 18. Jahrhunderts bis in das frühe 20. Jahrhundert reichen, darunter detaillierte Informationen über Downhill.